# Hasselkampsee
Der Hasselkampsee (auch Hasselkampteich) ist ein Grundwassersee nordwestlich der Ortschaft Sonnenberg in der Gemeinde Vechelde, Landkreis Peine in Niedersachsen. Er liegt etwa vier Kilometer westlich der Stadt Braunschweig, am Rand der Bruchwaldniederung des Flüsschens Aue.
Das Gewässer entstand durch Sand- und Kiesabbau in der zweiten Hälfte des 20. Jahrhunderts. Nach Beendigung der Baustoffgewinnung wurde das Gelände durch Rekultivierung in den 1980er Jahren landschaftlich gestaltet.

Luftaufnahme des Hasselkampsees, 2019

Heute haben sich an flachen Uferbereichen Schilfbestände gebildet, die als Lebensraum für Amphibien bedeutsam sind. In den Wintermonaten ist der Hasselkampsee ein wichtiger Rastplatz für Zugvögel wie den Zwergsäger.
Der See ist ein Eigentumsgewässer des Angelsportvereins Braunschweig und wird als Angelsportgelände genutzt.